# Liberalismo y conservadurismo en América Latina
El liberalismo y el conservadurismo en América Latina tienen raíces históricas únicas, ya que la independencia latinoamericana comenzó a ocurrir en 1808 después de la Revolución Francesa y las posteriores Guerras napoleónicas que finalmente envolvieron a toda Europa. Los revolucionarios franceses en la década de 1790 comenzaron un despertar intelectual llamado la Ilustración, que abrió la puerta a las ideas de positivismo en la sociedad latinoamericana y los pueblos de América Latina se volcaron hacia las ideologías liberales, ya que el liberalismo significa la idea de libertad, igualdad y soberanía popular.
A principios del siglo XIX en América Latina, el liberalismo chocó con los puntos de vista conservadores, ya que los liberales querían terminar con el dominio de la Iglesia católica, la estratificación de clases y la esclavitud. Estos problemas durante muchos años afectaron fuertemente la forma en que se organizó la sociedad latinoamericana. La mayoría de los liberales creía en un sistema democrático de gobierno, pero este sistema crearía muchos cambios y mucha confusión en las comunidades latinoamericanas a principios del siglo XIX. Por otro lado, el conservadurismo favoreció los sistemas y jerarquías existentes. Los conservadores creían que el caos y el desorden social estallarían si el sistema político se liberalizara. Los conservadores latinoamericanos generalmente creían en la estratificación de clases y se oponían a un cambio radical en el gobierno de América Latina.
La contienda entre liberales y conservadores en América Latina, aunque tuvo un efecto radical, se libró en gran medida entre miembros de la élite terrateniente, blanca o criolla. Los sistemas vigentes desde el período colonial, como la esclavitud, el patrocinio de la élite y el peonaje de la deuda, significaron que la gran masa de indios, africanos y personas de raza mixta tenía poco o ningún poder en comparación con la muy pequeña clase dominante criolla. Así, la preocupación de que la liberalización conduciría al "desorden" del que hablaban los conservadores era a menudo un miedo velado o transparente a la guerra racial.
Los caudillos pronto llegaron al poder en algunas sociedades latinoamericanas, como Argentina y México. Los caudillos fueron conservadores que prometieron protección y restauración de las formas tradicionales a la gente. En general, eran pragmáticos, creían en un sistema de gobierno de lo que funciona mejor. Los caudillos usaron la fuerza militar para mantener unida a la sociedad. 